# Bomba przeciwczołgowa
Bomba przeciwczołgowa – bomba lotnicza  przeznaczona przede wszystkim do niszczenia broni pancernej, a także  sprzętu opancerzonego, okrętów, składów amunicji, zbiorników paliwa i transportu kolejowego nieprzyjaciela.

## Charakterystyka
Bomba przeciwczołgowa przebija strumieniem kumulacyjnym o wielkiej energii pancerz o grubości do kilkuset milimetrów w zależności od masy ładunku wybuchowego, rodzaju wkładki kumulacyjnej i kąta spotkania z przeszkodą. Osłonięte pancerzem urządzenia i załoga czołgu rażone są wysoką temperaturą przenikającego strumienia oraz wpadającymi za nim odłamkami.
W Leksykonie wiedzy wojskowej  wymieniony jest także osobny typ bomby – bomba przeciwpancerna, która zdefiniowana jest jako bomba lotnicza stosowana do niszczenia celów opancerzonych i obiektów betonowej lub żelazobetonowej osłonie. Według leksykonu stosuje się bomby przeciwpancerne o masie od kilku do kilkuset kilogramów, które po zetknięciu się z przeszkodą przebijają ją i wybuchają wewnątrz celu.